# Paul Pellisson
Paul Pellisson (Béziers, 30 ottobre 1624 – Parigi, 7 febbraio 1693) è stato uno scrittore e storico francese.

## Biografia
Paul Pellisson-Fontanier, più noto come Paul Pellisson, era nato in una famiglia protestante. Studiò diritto a Tolosa e per un breve periodo esercitò l'avvocatura a Castres e a Parigi, dove frequentò circoli mondani ed intellettuali. Presentato all'Académie française da Valentin Conrart, ne scrisse la storia, dalle origini ai suoi tempi: Histoire de l'Académie française depuis son établissement jusqu'en 1652.
Caso unico nella storia dell'Académie, gli fu permesso d'assistere alle sedute degli accademici, esercitando tutti i diritti di un accademico, in attesa che si liberasse per lui un seggio, cosa che accadde il 17 novembre 1653.
Acquistò nel 1652 la carica di segretario del re. L'amicizia di Nicolas Fouquet gli fu fatale perché, caduto in disgrazia Fouquet, Pellisson fu imprigionato alla Bastiglia nel 1661, e vi rimase per quattro anni. Prese con coraggio le difese di Fouquet, scrivendo il Discours au roi, par un de ses fidèles sujets sur le procès de M. de Fouquet, quindi una Seconde défense de M. Fouquet.
Luigi XIV lo accolse infine a Corte e lo nominò storico ufficiale. Nel 1670 Pellisson abiurò, aderì al cattolicesimo ed ottenne anche benefici ecclesiastici, in particolare le rendite dell'Abbazia di Cluny. La sua amica Madeleine de Scudéry lo inserì in suoi romanzi, nei panni dei personaggi Herminius e Acante. Ebbe per amico Roger de Bussy-Rabutin, che era cugino di Madame de Sévigné.

## Opere
- (FR) Recueil de pièces galantes, en prose et en vers, de Madame la Comtesse De La Suze, et de Monsieur Pélisson. Augmenté de plusieurs pièces nouvelles de divers autheurs, Paris, en la boutique de Gabriel Quinet, au palais, à l'entree de la gallerie des prisonniers, à l'Ange Gabriel, 1664, SBN PARE073384.
- (FR) Reflexions sur les différends de la religion, avec les preuves de la tradition ecclesiastique par diverses traductions des saints peres, sur chaque point contesté, Paris, chez Gabriel Martin, 1687, 3 ed., SBN CFIE028549.
- (FR) Histoire de l'Académie françoise avec un abregé des vies du Cardinal de Richelieu, Vaugelas, Corneille, Ablancourt, Mezerai, Voiture, Patru, la Fontaine, Boileau, Racine- Dernière éd., A La Haye, 1688, SBN SBLE007751. v. 1 v. 2
- (FR) Les chimeres de m. Jurieu seconde partie. Ou sa clarté prophetique, & l'origine de cette Clarté, Paris, chez Gabriel Martin, ruë s. Jacques, au Soleil d'or, proche le College du Plessis, 1689, SBN CFIE040908.
- (FR) Reflexions sur les differends de la religion, troisième traité. Ou les chimeres de m. Jurieu. Réponse génerale à ses Lettres Pastorales de la seconde année, contre le livre des Réflexions, & éxames de ses Prophéties. F.A.O, Paris, chez la veuve de Sebastien Mabre-Cramoisy, 1690, SBN RMLE059334.
- (FR) Paul Pellisson, Gottfried Wilhelm Leibniz, De la tolerance des religions. Lettres de M. De Leibniz, et responses de M. Pellisson, Paris, chez Jean Anisson, 1692, SBN RMSE007284.
- (FR) Traité de l'Eucharistie. Par feu Mr Pellisson conseiller du roy en ses conseils, maistre des requestes ordinaire de son hostel, Paris, chez Jean Anisson, directeur de l'Imprimerie royale, ruë Saint Jacques, à la Fleur de Lis de Florence, 1694, SBN UM1E003485.
- (FR) Histoire de Louis XIV dépuis la mort du cardinal Mazarin en 1661 jusqu'à la Paix de Nimegue en 1678. Par M. Pellisson, de l'Académie Françoise, Paris, chez Rollin fils, quai des Augustins, à S. Athanase & au Palmier, 3 vol., 1749, SBN CFIE049762.

Versi di Pellisson furono musicati da Bertrand de Bacilly, Michel Lambert, Sébastien Le Camus, Jean-Baptiste Lully e Louis Mollier e alcune sue poesie musicate furono pubblicate da Bénigne de Bacilly nel 1661.

### Testi in edizione anastatica o commentati
- (FR) Noémi Hepp (a cura di), Deux amis d'Homère au XVIIe siècle / textes inédits de Paul Pellisson et de Claude Fleury, Paris, Klincksieck, 1970, SBN SBL0214434.
- (FR) Lettres historiques, Genève, Slatkine reprints, 1971  [1729], SBN MOD1358088.
- (FR) L'esthétique galante: "Discours sur les Œvres de Monsieurs Sarasin" et autres textes / Paul Pellisson; textes réunis, présentés et annotés sous la diection d'Alain Viala par Emmanuelle Morgat et Claudine Nedelec avec la collaboration de Marina Jean, Toulouse, Université de Toulouse le Miral - centre "Idées-Formes-Thèmes", 1989, SBN MIL0633622.
- (FR) Histoire de l'Académie française / Pellisson et D'Olivet; avec une introduction, des eclaircissements et des notes par Ch.-L. Livet, Genève-Paris, Slatkine, 1989  [1858], SBN TO00065526.
- (FR) Paul Pellisson,  Madeleine de Scudery, Chroniques du samedi: suivies de pièces diverses (1653-1654) / Madeleine de Scudery, Paul Pellisson et leurs amis ; edition établie et commentée par Alain Niderst, Delphine Denis et Myriam Maître, Paris, H. Champion, 2002, SBN MIL0580985.